# Кирилл (Аксиотис)
Митрополи́т Кири́лл (греч. Μητροπολίτης Κύριλλος, в миру Константи́нос Аксио́тис, греч. Κωνσταντίνος Αξιώτης; 1908, Митилини — 1 мая 1991, Афины) — епископ Константинопольской православной церкви, митрополит Халдийский, Херианский и Керасундский (1943—1991).

## Биография
В 1932 году окончил богословскую школу Халки, защитив диссертацию под названием «Этика Василия Великого» (Ἡθική του Μεγάλου Βασιλείου).
25 марта 1932 года был рукоположён в сан диакона митрополитом Филадельфийским Максимом (Вапордзис). Служил архидиаконом в Халкидонской митрополии. 10 августа 1933 года он был назначен заместителем секретаря (ипограммевса) Священного Синода Константинпольской православной церкви. 16 января 1937 года он был повышен до старшего секретаря (архиграмматевса) Священного Синода.
21 февраля 1937 года митрополитом Халкидонским Максимом (Вапордзисом) был рукоположён в сан священника. 28 февраля 1937 года был возведён в сан архимандрита.
5 октября 1943 года он был избран митрополитом Халдийским. 10 октября 1943 года в Патриаршей церкви Святого Георгия состоялась его епископская хиротония, которую совершили: митрополит Халкидонский Максимом (Вапордзис), митрополит Принкипоннисский Фома (Саввопулос), митрополит Феодоропольский Леонтий (Ливериос), митрополит Иринопольский Константин (Алатопулос), митрополит Христопольский Мелетий (Лукакис), митрополит Лаодикейский Дорофей (Георгиадис), митрополит Филадельфийский Емилиан (Пападимитриу).
Скончался 1 мая 1991 года в Афинах. 8 мая 1991 года в патриаршем храме Святого Георгия прошла траурная церемония под председательством Вселенского патриарха Димитрия. Он был похоронен на кладбище Шишли.